# پیست سن-کونتان-ان-ایولین
پیست سن-کونتان-ان-ایولین (فرانسوی: Vélodrome de Saint-Quentin-en-Yvelines‎)یک پیست دوچرخه‌سواری در مونتینیه لو بروتونو، فرانسه است.
این پیست ۲۰۱۴ تأسیس شده‌است دارای ۵٬۰۰۰ نفر ظرفیت می‌باشد.